# 蒯越
蒯越（？—214年），字異度，荊州南郡中廬人，東漢末年政治人物。為人足智多謀，魁杰並有雄姿。是荊州牧劉表的重要謀士，被劉表譽為“臼犯之謀”。

## 生平

### 預料其果
蒯越乃荊州南郡望族之一、蒯家的代表人物，年輕時頗具名望。昔日大將軍何進亦因為聽聞他長於計略，於是聘請他作東曹掾。蒯越曾勸何進要先發制人，儘快把宦官殺掉，但何進猶豫不決。蒯越因而預料何進必會敗亡，於是便向何進申請出求為汝陽令。果不其然，何進最後為宦官所害, 蒯越卻轉危為安。

### 佐平荊州
初平元年（公元190年），北軍中侯劉表應朝廷命詔赴任荊州刺史，卻對當時的局勢感到徬徨，因此就在宜城筵請蒯越及蒯良與蔡瑁共謀大略。
其時劉表問道：「此時宗賊橫行，民眾不附，袁術在南陽又蠢蠢欲動，禍亂至今已經難以解決。我又希望在這裡徵兵，但怕民眾不願從軍，兩位有何對策?」
蒯良首先提出只要當政者能夠並行仁義，百姓自然會樂於歸附，徵兵亦不再會是問題。
但蒯越不認同蒯良的說法，而表示:「平世的統治者都是重視仁義，亂世的統治者則會重視權謀。士兵亦是貴精不貴多的，重點在於能夠得到他們的忠心及支持。袁術為人勇有餘而智謀決斷不足，蘇代、貝羽都是一介武夫，根本不必憂慮；然而，宗賊的首領則大多貪婪殘暴，其部下對他們也心存憂慮。我手下有些具備修養及能力的人，只要派遣他們到宗賊首領處加以利誘，宗賊首領們必定率眾而來。然後閣下只要把握時機，誅殺那些殘暴無道的，再安撫收編他們的部眾。如此一來，本州的軍民和百姓，都會因為閣下的恩德而扶老攜弱而至。屆時閣下軍民歸附，就要佔據南面的江陵，並且扼守北境的襄陽，那麼荊州八郡只要傳遞檄書就可以平定了。以後，即使袁術等人再擁兵而至，亦無能為力矣！」
劉表聽完後即大加讚賞蒯越的計策有如臼犯的謀略一般，並採納了他的計謀。
其後，蒯越總共誘使得五十五個宗賊頭目（一說十五人），劉表依從蒯越之前的建議，把他們一併殺掉，吞併他們的部眾。然而，當時江夏賊黨張虎、陳生仍然據守襄陽，劉表於是又派蒯越及龐季前往游說，張陳二人被說服而答允出降。劉表於是大致得到了荊州的支配權，自此理兵襄陽。而蒯越亦因功而被拜為章陵太守、封樊亭侯。

### 聲望攝人
在曹操勢力逐漸強大後，蒯越與蔡瑁就成為了當時有名的親曹派。建安五年（公元200年），袁曹雙方在官渡對峙時，蒯越曾勸劉表不應支持袁紹，而該結交曹操。劉表最後雖無幫助曹操，卻亦無應袁紹的請求而共討曹操，因而間接助長了曹操在官渡之戰的勝利。
最初，黃祖是劉表陣營中最有力的反曹派人士。基於黃祖一向為劉表所倚重，又是荊州的大族出身，故黃祖等尚能與親曹派抗衡，遏制著蒯越的勢力。然而，孫權在建安十三年（公元208年）春天西伐黃祖，黃氏兵敗被殺，荊州境內的反曹派代表於是意外地逝亡。而以蒯越為首的親曹派的實力從此大增。
同年八月，曹操亦正領十三萬大軍南侵。八月，劉表病逝，蒯越於是與蔡瑁等人擁立了劉表的次子劉琮為繼任人。當曹操移軍至新野時，劉琮本有意聯兵劉琦及劉備共抗曹操，但遭到蒯越和傅巽等人反對，最後劉琮唯有順從諸權臣的意願而投降曹操。後來，當曹操聽聞蒯越歸降後，就高興得不得了，立即寫信給荀彧說：「我不因為得到荊州而高興，卻因為得到異度（蒯越）而高興。」從而可見蒯越的聲望和才幹，以及其冠絕荊襄的影響力。曹操在江陵安頓完畢後，就大力封賞親曹派人士，而蒯越就在此時獲封九卿之一的光祿勳。

### 病逝托家
自投降曹操以後，蒯越就再沒有甚麼顯著的表現。
建安十九年（公元214年），蒯越病危，於是寫信給曹操請他代為照顧家小。曹操回信答道: 「我不會辜負你所托，好好照顧你的家人，自言問心無愧。孤王以往亦常受人委託，你絕對可以放心。蒯越你在天有靈，一定明白我的意思。」

## 評價
劉表：「子柔之言，雍季之論也。異度之計，臼犯之謀也。」
曹操：「不喜得荊州，喜得蒯異度耳。」
傅玄《傅子》:「乃蒯通之後，深中足智，魁杰有雄姿。」
《通鉴辑览》：「蒯良兄弟数语，当时所仅闻，昭烈偏安之业，有与此暗合者，表不能善用之耳。」

## 影视
- 中國中央電視台電視劇《三國演義》（1994年）：马吉春